# Joanna Hogg

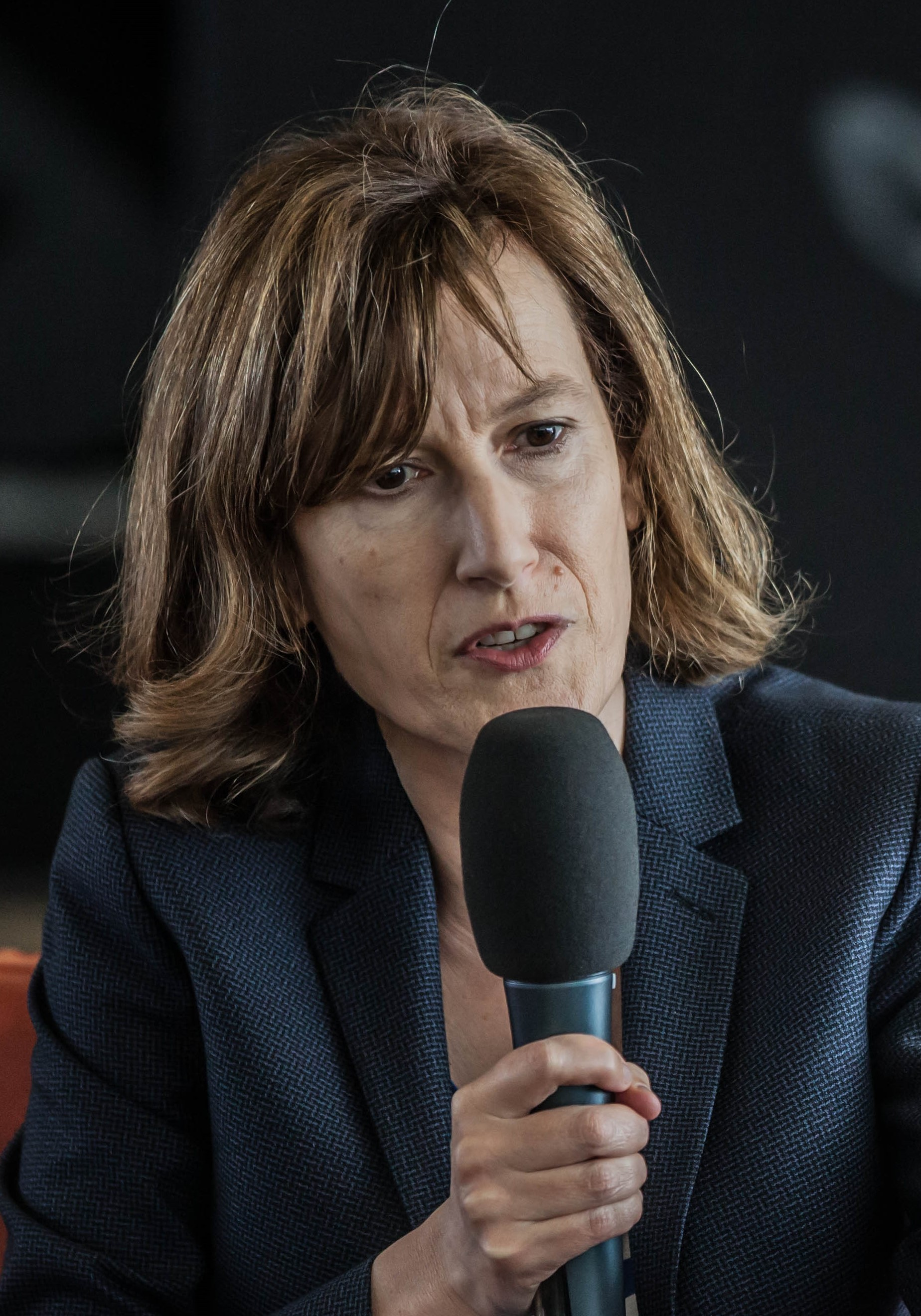
Joanna Hogg (2014)

Joanna Hogg (* 20. März 1960 in London) ist eine britische Filmregisseurin, Drehbuchautorin und Filmproduzentin.

## Leben und Werk
Nach ihrem Schulabschluss war Joanna Hogg an Fotografie interessiert. Sie fand daraufhin einen ersten Job als Assistenten eines Fotografen. Gleichzeitig begann sie sich alte Filmklassiker im Kino anzusehen, darunter 1900 von Bernardo Bertolucci. Obwohl sie mit einer Karriere als Fotografin geliebäugelt hatte, wandte sie sich von dieser ab. Sie fühlte sich eigenen Angaben zufolge in ihrer Schaffenskraft aufgrund des engen Rahmens zu sehr begrenzt. Hogg war mehr an der Entwicklung von Figuren und Geschichten interessiert, beeinflusst von den Filmen, die sie sah, darunter die Super-8-Filme von Derek Jarman. Sie begann daraufhin erste eigene Super-8-Filme zu realisieren. Sie arbeitete für verschiedene Künstler, darunter mit Ron Haseldon, einem Vertreter der kinetischen Kunst. Über seine Arbeit fertigte sie den Film Paper (1980) an.
Durch Paper fand sie Aufnahme an der National Film School. Dort entstand der 28-minütige Kurzfilm Caprice (1986), mit der noch unbekannten Tilda Swinton in der Hauptrolle. In Hogg wuchs der Wunsch, Spielfilme zu realisieren. Ihre Ideen wurden an der Hochschule aber nicht unterstützt oder akzeptiert. Daraufhin widmete sie sich der Regie von Fernsehdramen, um mehr Erfahrung sammeln zu können. Zehn Jahre später war sie frustriert über ihre Arbeit und sie entschied sich, einen Kinofilm zu drehen. Zu dieser Zeit litt Hogg auch unter privaten Problemen. So starb ihr Vater im Jahr 2003. Aus diesem Gemütszustand entwickelte heraus sich ihr erster Spielfilm Unrelated (2007), zu dem sie auch das Drehbuch verfasste. Das Drama um eine Mittvierzigerin, die mit ihren Freunden und deren Kindern einen Sommer in der Toskana, um Abstand zu ihrer kriselnden Ehe zu gewinnen. Dabei wurde sie von Robert Bressons Buch Notes sur le cinématographe (1975) und dem japanischen Filmemacher Yasujirō Ozu beeinflusst. Das Werk, in dem sie auch den noch recht unbekannten britischen Schauspieler Tom Hiddleston besetzte, brachte ihr den FIPRESCI-Preis des London Film Festivals und zwei Jahre später den Evening Standard British Film Award für die vielversprechendste Nachwuchsleistung ein.
Bei ihrem zweiten Spielfilm Archipelago (2010) arbeitete Hogg erneut mit Hiddleston zusammen. Dieser handelt von einer Familie, die sich in einem Ferienhaus auf einer abgeschiedenen Insel im äußersten Südwesten Großbritanniens trifft. Die sommerlichen Unternehmungen werden dabei von der bevorstehenden Abreise des Sohns nach Afrika und das Warten auf den Vater überschattet, der nie erscheint. Mit Archipelago konnte Hogg an den vorangegangenen Erfolg anknüpfen und das Werk wurde 2012 für drei Evening Standard British Film Awards nominiert und drei Jahre später in den USA für die gleiche Anzahl an Chlotrudis Awards vorausgewählt. Im Jahr 2013 folgte das Beziehungsdrama Exhibition über ein gut situiertes Londoner Künstlerehepaar. Dies sieht sich aus wirtschaftlichen Gründen dazu gezwungen, nach 20 Jahren sein gemeinsames Haus zu verkaufen. Erneut agierte hier Tom Hiddleston in einer Nebenrolle.
Der internationale Durchbruch als Filmemacherin gelang Hogg mit The Souvenir (2019) und The Souvenir: Part II (2021). Die semi-autobiografischen Werke stellen eine schüchterne aber ehrgeizige Filmstudentin im London der 1980er-Jahre sowie ihre turbulenten Beziehungen in den Mittelpunkt. Dabei vertraute sie der unerfahrenen Schauspielerin Honor Swinton Byrne, Tochter von Tilda Swinton, die Hauptrolle an. Swinton selbst war in beiden Filmen als Mutter der Hauptfigur zu sehen. Der erste Teil wurde für über 40 internationale Film- und Festivalpreise nominiert und brachte Hogg den Hauptpreis des Sundance Film Festivals ein. Auch wurden beide Filme jeweils mit dem London Critics Circle Film Award als beste britische Filmproduktion des Jahres und der zweite Teil mit drei British Independent Film Awards ausgezeichnet. An beiden Filmen, die jeweils auch den ersten Platz in der jährlichen Kritikerumfrage der britischen Filmzeitschrift Sight & Sound belegten, war der bekannte US-amerikanische Filmemacher Martin Scorsese als Executive Producer beteiligt. Er war durch Archipelago auf Hogg aufmerksam geworden.
Im Jahr 2022 erhielt Hogg für ihren sechsten Spielfilm The Eternal Daughter eine Einladung in den Wettbewerb um den Goldenen Löwen der Internationalen Filmfestspiele von Venedig. Erneut besetzte sie die Hauptrolle in dem Mystery-Drama mit Tilda Swinton. Zwei Jahre später wurde sie als Jurypräsidentin der parallel zum Filmfestival von Venedig 2024 veranstalteten unabhängigen Filmreihe Giornate degli Autori ausgewählt.
Joanna Hogg ist mit dem Künstler Nick Turvey verheiratet. Das Paar lebt gemeinsam im Osten Londons.

## Filmografie
- 1980: Paper (Kurzfilm)
- 1986: Caprice (Kurzfilm)

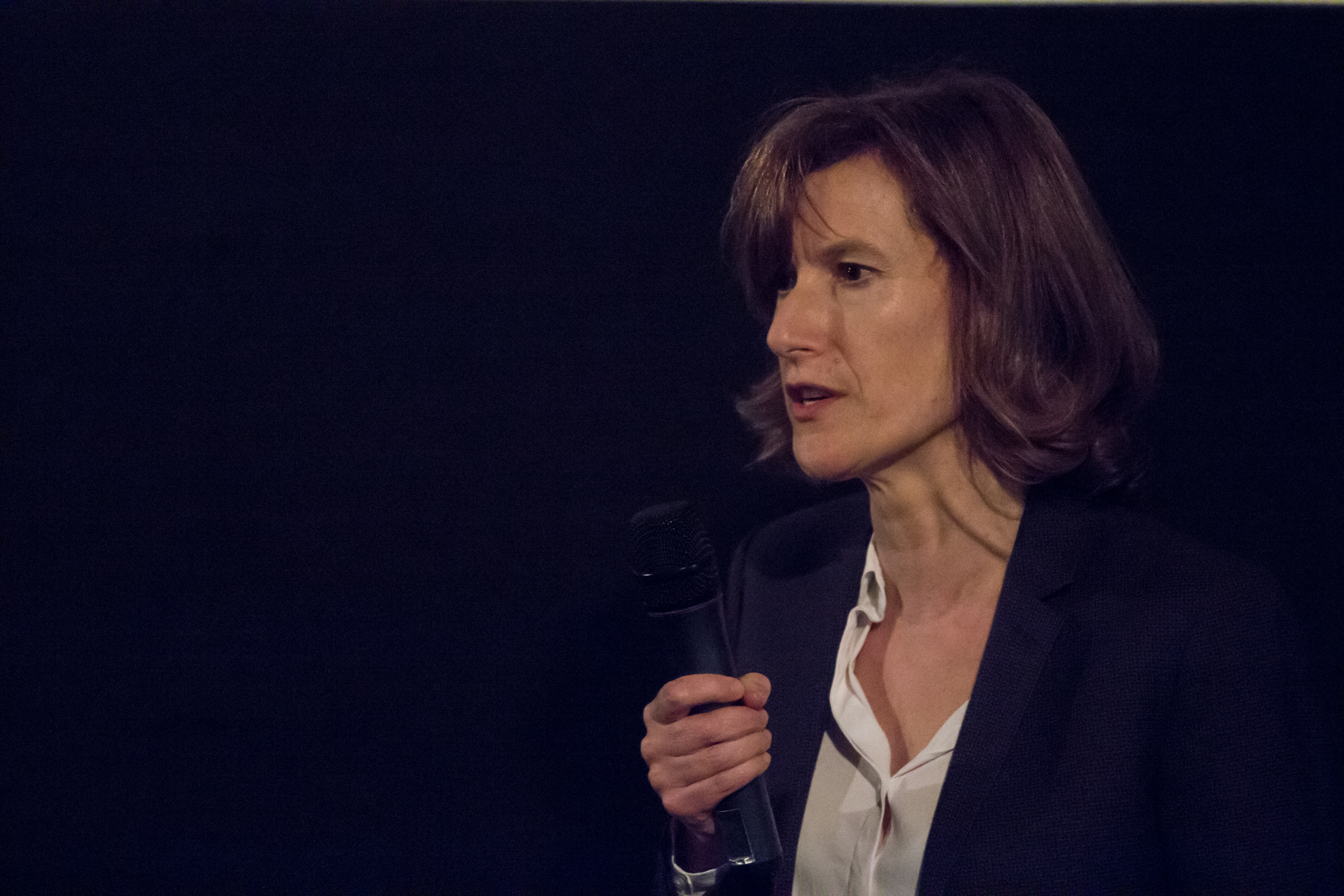
Hogg im Jahr 2014

- 2000: Reach for the Moon (Fernsehmehrteiler, nur Regie)
- 2003: EastEnders: Dot’s Story (Fernsehfilm, nur Regie)
- 2007: Unrelated
- 2010: Archipelago
- 2013: Exhibition
- 2019: The Souvenir
- 2021: The Souvenir: Part II
- 2022: The Eternal Daughter

## Auszeichnungen
- 2007: London Film Festival – FIPRESCI-Preis (Unrelated)
- 2009: Evening Standard British Film Award – Beste Nachwuchsleistung (Unrelated)
- 2019: Sundance Film Festival – Preis der Jury, Bester ausländischer Spielfilm (The Souvenir)